# Anderlecht
Anderlecht (phát âm tiếng Hà Lan: [ˈɑndərˌlɛxt]; phát âm tiếng Pháp: [ɑ̃dɛʁlɛkt]) là một trong 19 khu tự quản của Vùng thủ đô Brussels của Bỉ. Có nhiều khu vực riêng biệt về kiến trúc và lịch sử ở khu tự quản này.
R.S.C. Anderlecht có trụ sở ở đây.